# Kula (huyện)
Kula là một huyện thuộc tỉnh Vidin, Bungaria. Dân số thời điểm năm 2001 là 6792 người.